# Профетс ъф Рейдж
„Профетс ъф Рейдж“ (на английски: Prophets of Rage) е супергрупа, свиреща в стил рап метъл.
Основана е през 2016 г. от членовете на Rage Against the Machine Том Морело, Тим Комърфолд и Брад Уилк с участието на рапърите Чък Ди (Public Enemy) и Би Риъл (Cypress Hill).

## История
През 2016 г. музикантите от Rage Against the Machine се събират в общ проект за втори път, след като между 2001 и 2007 г. са част от Audioslave с Крис Корнел. Към новия проект се присъединяват рапърите Чък Ди и Би Риъл. Групата е наименувана „Prophets of Rage“ на известното парче на Public Enemy от 1988 г.
„Prophets of Rage“ правят първата си изява на сцена в началото на юни, планирайки турне в Северна Америка през есента. Дебютният тур на групата се нарича „Make America rage again“ и ще се проведе в 35 града.
На 18 юли 2016 г. става ясно, че Prophets of Rage издават първия си сингъл – едноименната песен на Public Enemy в нова версия. Тя ще е част от предстоящото EP на групата с нови авторски парчета.

## Дискография
- The Party's over (2016, EP)
- Prophets of Rage (2017)